# Kacha Bira
Kacha Bira est un woreda du centre-sud de l’Éthiopie situé dans la zone Kembata. Ce district a 113 687 habitants en 2007. Son chef-lieu, Shinshicho, s'en détache au début des années 2020 pour former un district urbain distinct. Les deux districts font partie de la région des nations, nationalités et peuples du Sud jusqu'au transfert de la zone Kembata Tembaro dans la région Éthiopie du Centre en août 2023.
Situé dans le sud de la zone Kembata, Kacha Bira est limitrophe de la zone Hadiya au nord-ouest, de la zone Wolayita au sud-ouest et de l'exclave méridionale de la zone Hadiya au sud.
Sa principale agglomération, Shinshicho, se trouve une quinzaine de kilomètres au sud-ouest de Durame.
Hobichaka, ou Hobicheba est une agglomération moins importante située dans le nord du district sur la route reliant Hosaena à Wolayta Sodo.
| Duna         | Doyogena        | Angacha       |
| Hadero Tunto | Kacha Bira      | Kedida Gamela |
| Boloso Sore  | Mirab Badawacho |               |

Le recensement national de 2007 fait état d'une population de 113 687 habitants dans le district dont 14 % de citadins qui sont les 14 285 habitants de Shinshicho et les 1 563 habitants d'Hobichaka.
Près de 86 % des habitants sont protestants, 8 % sont catholiques et 6 % sont orthodoxes.
En 2022, la population est estimée sur le même périmètre à 169 895 personnes avec une densité de population de 898 personnes par km2 et 189 km2 de superficie,.
Entre-temps, au début des années 2020, le détachement du district urbain de Shinshicho sur une superficie de 6 km2 réduit d'autant le territoire du district et surtout sa population urbaine.